# AO Ajia Napa
AO Ajia Napa (řecky Αθλητικός Όμιλος Αγία Νάπα, Atletický klub Ajia Napa) je kyperský fotbalový klub z obce Ajia Napa na východním pobřeží země, který byl založen v roce 1990 sloučením dvou klubů, APEAN a ENAN. Letopočet založení je i v klubovém emblému. Domácím hřištěm je Městský stadion Ajia Napa s kapacitou cca 2 000 míst. Klubové barvy jsou oranžová a bílá.
Klub účinkuje v sezóně 2017/18 v kyperské druhé lize B' katigoría.